# Borís Onísxenko
Borís Onísxenko   (Berezniaki, 19 de setembre de 1937) és un pentatleta ucraïnès, ja retirat, que va competir sota bandera de la Unió Soviètica durant les dècades de 1960 i 1970.
El 1968 va prendre part en els Jocs Olímpics d'Estiu de Ciutat de Mèxic, on disputà dues proves del programa de pentatló modern. En la competició per equips, formant equip amb Pavel Lednyov i Stasys Šaparnis, guanyà la medalla de plata, mentre en la competició individual fou cinquè. Quatre anys més tard, als Jocs de Munic, tornà a disputar dues proves del programa de pentatló modern. En la competició per equips, formant equip amb Pavel Lednyov i Vladimir Shmelyov, guanyà la medalla d'or, mentre en la competició individual guanyà la de plata.
El 1976, als Jocs de Montreal, es va veure implicat en un fosc afer, quan en el combat d'esgrima contra el combinat britànic es va observar que l'arma d'Onísxenko marcava punts sense que aquests s'haguessin produït. Davant la protesta britànica es va procedir a revisar l'arma. Primer es va determinar que era defectuosa, però un estudi més exhaustiu va determinar que aquesta havia estat manipulada i modificada per evitar els tocs dels rivals. Davant aquest fet Onísxenko va ser expulsat de la competició i sancionat de per vida. L'escàndol fou majúscul i la premsa passà a anomenar-lo "Borís, el trampós". Dos mesos després fou cridat davant el líder soviètic Leonid Brezhnev per donar explicacions i fou desposseït de tots els títols i premis atorgats pel PCUS.
En el seu palmarès també destaquen onze medalles en el Campionat del Món de pentatló modern, cinc d'or, dues de plata i quatre de bronze, entre el 1967 i el 1974, així com tres campionats nacionals, el 1969, 1970 i 1976. Després de la sanció de per vida emesa pel Comitè Olímpic Internacional va treballar com a taxista a Kíiv i va competir en competicions nacionals soviètiques.